# تپه گنی تویرک
تپه گنی تویرک مربوط به سده‌های میانه دوران‌های تاریخی پس از اسلام است و در شهرستان سلسله (الشتر)، بخش مرکزی، دهستان دوآب، ۵۰۰ متری شمال شرق روستای زرینی واقع شده و این اثر در تاریخ ۳۰ بهمن ۱۳۸۶ با شمارهٔ ثبت ۲۱۱۳۳ به‌عنوان یکی از آثار ملی ایران به ثبت رسیده است.